# Sát nhân thành phố Dnipro
Sát nhân thành phố Dnipro (tiếng Ukraina: Дніпропетровські маніяки, tiếng Nga: Днепропетровские маньяки) là nhóm ba kẻ giết người hàng loạt ở thành phố Dnipro, Ukraina, thời điểm tháng 6 - 7 năm 2007. Nhóm sát nhân này cũng ghi hình lại các video giết người, một vài trong số đó đã được tải lên mạng Internet.
Hai hung thủ đều 19 tuổi là Viktor Sayenko (Віктор Саєнко) và Igor Suprunyuk (Ігор Супрунюк) bị cáo buộc giết 21 người. Người thứ ba là Alexander Hanzha (Олександр Ганжа) bị cáo buộc tội danh cướp có vũ khí (trước khi các vụ giết người xảy ra). Ngày 11 tháng 2 năm 2009, tòa tuyên án cả ba bị cáo đều phạm tội. Suprunyuk và Sayenko nhận án tù chung thân, trong khi Hanzha nhận án 9 năm tù.

## Giết người
Hai vụ giết người đầu tiên xảy ra vào cuối ngày 25 tháng 6 năm 2007. Nạn nhân đầu tiên là một phụ nữ 33 tuổi, Yekaterina Ilchenko, đang đi bộ về nhà sau khi uống trà tại căn hộ của bạn mình. Theo lời thú nhận của Sayenko, anh và Suprunyuk đã "ra ngoài đi dạo". Suprunyuk đã có một cái búa. Khi Iligan đi ngang qua, Suprunyuk "quay vòng" và đánh vào đầu cô. Thi thể của Iligan được mẹ cô tìm thấy lúc 5 giờ sáng.  Trong vòng một giờ sau vụ giết người đầu tiên, hai người đàn ông đã tấn công nạn nhân tiếp theo của họ, Roman Tatarevich, khi anh ta ngủ trên một chiếc ghế dài gần hiện trường vụ giết người đầu tiên. Đầu của Tatarevich bị đập vỡ gương mặt với những vật cùn nhiều lần, khiến mặt anh ta không thể nhận ra. Băng ghế được đặt bên kia đường từ văn phòng công tố viên địa phương Dnipropetrovsk.
Vào ngày 1 tháng 7 và hai nạn nhân xấu số tiếp theo là Yevgenia Grischenko và Nikolai Serchuk đã được tìm thấy sát hại ở Novomoskovsk.Ngày 6 tháng 7 vào ban đêm lại có thêm ba nạn nhân bị giết tại Dnipropetrovsk.Người đầu tiên tên là Egor Nechvoloda người mới hoàn thành việc tại ngũ trong quân đội, anh đang đi về trong hộp đêm với tình trạng say xỉn.Mẹ anh tìm thấy thi thể anh ở trung cư trên phố Bohdan Khmelnytsky. Một người nữa tên là Yelena Shram làm bảo vệ 28 tuổi bị sát hại tại góc phố Kosiora.Nạn nhân tiếp theo trong đêm ngày 6 tháng 7 tên là Shram,theo lời thú tội của Sayenko, sát nhân này đã tiếp cận Shram từ sau đánh cô bằng cây búa giấu sẵn trong áo, hắn đánh cô rất nhiều lần bằng búa vào đầu và cô ta ngã xuống.Nạn nhân có mang theo một cái túi nhựa chứa quần áo, chúng đã dùng chúng lau cây búa của mình vứt chúng đi. Và nạn nhân cuối cùng tên Valentina Hanzha, một người mẹ ba con với một người chồng tàn tật.
Ngày hôm sau ngày 7 tháng 7 hai cậu bé 14 tuổi ở Podgorodnoye. Sống tại thị trấn gần đó bị tấn công khi đang câu cá, cậu bé tên Andrei Sidyuk đã bị giết và người bạn còn lại đã may mắn trốn thoát trong rừng Vadim Lyakhov.Sau đó 3 ngày sau vào ngày 12 tháng 7 Sergei Yatzenko,48 tuổi bị bệnh ung thư cổ họng anh đã mất giọng nói của mình và lấy lại một chút giọng nói của mình trước khi bị giết, anh bị mất chiếc xe máy. Cơ thể anh bị đánh đập dã man mặt anh không thể nhận dạng cùng với nhiều với cắt trên cơ thể. Vài ngày sau đó ngày 14 tháng 7 Natalia Mamarchuk 45 tuổi đang lái chiếc xe tay ga tại Diyovka.Khi cô đi qua rừng vắng họ đã áp sát đánh ngã cô và cướp lấy chiếc xe tay ga tẩu đi các nhân chứng đã chứng kiến đuổi theo nhưng đã không bắt được.
Mười hai vụ giết người sau, thi thể thường được tìm thấy trong cùng một ngày. Cuộc thảo luận cho thấy hai nạn nhân được tìm thấy từ ngày 14 tháng 7 đến ngày 16. Thường được chọn ngẫu nhiên. Các nạn nhận bị tấn cống cho thấy là những người dễ bị tấn công khả năng bảo vệ kém.Bao gồm: trẻ em, người già, người lang thang, người chịu ảnh hưởng dưới tác dụng của rượu bia. Các nạn nhận bị tấn công bởi các vật cùn, các cú đánh hướng tới mặt của nạn nhân khiến gương mặt khó có thể nhận dạng. Nhiều nạn nhân bị bắt cóc tra tấn và cắt xẻo: một người trố mắt của họ khi vẫn còn sống. Một bà bầu bị giết bị cắt Bào thai trong bụng mẹ. Theo báo cáo không xảy ra vụ tấn công tình dục nào. Một số nạn nhân bị mất điện thoại và các đồ vật có giá trị khác. Tài sản của họ được hung thủ cầm ở các tiệm cầm đồ trong khu vực. Hầu hết các nạn nhân đều có tài sản còn nguyên vẹn. Các cuộc giết người diễn ra trên một khu vực địa lý rộng lớn. Người thành phố Dnepropetrovsk, nhiều vụ đã xảy ra ở các khu vực xa xôi hẻo lánh của tỉnh Dnipropetrovsk.

## Điều tra
Không có mối liên hệ chính thức nào liên quan giữa các vụ giết người thực hiện cho đến ngày 7 tháng 7 vụ tấn công ở Podgorodnoye. Vadim Lyakhov người sống sót cậu bé đã bị nghi ngờ đã giết bạn mình.Cậu bé đã từ chối cuộc thẩm vấn bởi cảnh sát.Tuy nhiên nó đã dần rõ ràng khi cậu ấy không phải là người không liên quan tới cái chết bạn mình.Cuộc điều tra hướng đến cuộc tàn sát đang mở rộng.Lyakhov hợp tác với các nhà điều tra để tạo ra bản phác thảo của những kẻ tấn công. Hai đứa trẻ địa phương cũng đã chứng kiến cuộc tấn công Mamarchuk ngày 14 tháng 7, được giấu trong một cái lều chỉ cách đó vài feet, cũng cung cấp một mô tả chi tiết chứng thực cái mà Lyakhov đưa ra.
Một đội đặc nhiệm được thành lập ở kiev đứng đầu cuộc điều tra tội phạm chính là Vasily Paskalov cuộc truy nã được thúc đẩy bao gồm hầu hết các cơ quan thực thi pháp luật địa phương.Trong vụ án đã có hơn 2000 báo cáo do các điều tra viên.Vụ điều tra được tuyệt đối giữ bí mật,không có thông tin chính thức nào về vụ giết người được công bố.Người dân được cảnh báo các cuộc tấn công có thể xảy ra và mô tả chi tiết các nghi phạm.Việc cảnh báo đã giữ phần lớn người dân địa phương về nhà vào ban đêm.Sau đó các điều tra viên phân tích và chọn lọc phác thảo danh sách các tài sản bị đánh cắp được cầm đồ tại địa phương.Cuộc khoanh vùng được xác định trong các cửa hàng cầm đồ của quận Leninskiy của thành phố.

### Nghi phạm
Ba nghi phạm Viktor Sayenko, Igor Suprunyuk và Alexander Hanzha đã bị bắt vào ngày 23 tháng 7 năm 2007. Suprunyuk đã cố bán một chiếc điện thoại di động bị đánh cắp từ một nạn nhân trong một tiệm cầm đồ địa phương, yêu cầu 150 Hryvnia (đơn vị tiền tệ của Ukraine giá trị khoảng 30 USD vào năm 2007). Nhân viên thực thi pháp luật đã theo dõi vị trí của điện thoại khi chủ cửa hàng bật nó lên để kiểm tra chức năng của nó. Sayenko và Suprunyuk bị bắt gần máy tính tiền của cửa hàng. Hanzha bị bắt tại nhà, được cho là quản lý để xả các điện thoại di động và đồ trang sức bị đánh cắp khác xuống nhà vệ sinh. Các mục đã được phục hồi, nhưng tất cả thông tin trên điện thoại đã bị mất.
Ba nghi phạm đi học cùng nhau và đến năm 14 tuổi đã tìm thấy một số điểm chung "Tôi và Igor [Suprunyuk] đều sợ độ cao và chúng tôi rất sợ chúng tôi sẽ bị đánh đập bởi những kẻ bắt nạt". Sayenko nói trong khi đặt câu hỏi. Suprunyuk tìm kiếm lời khuyên về việc thoát khỏi nỗi sợ hãi của họ, khiến các chàng trai đứng trên ban công của căn hộ trên tầng 14 của họ trong nhiều giờ, treo trên lan can. Điều này được cho là có tác động làm bớt đi nỗi sợ độ cao của họ. Hanzha được cho là ''hiền'' nhất trong ba người. Anh ta bị ám ảnh máu, và thậm chí từ chối tắm cho mèo con của mình, sợ rằng anh ta có thể làm hại nó. Suprunyuk đề nghị giải quyết nỗi sợ hãi bằng cách tra tấn những con chó đi lạc. Các cậu bé đã bắt những con chó trong một khu rừng gần nhà của chúng, treo chúng trên cây, trút bỏ chúng và chụp ảnh bên cạnh các xác chết. Bằng chứng truy tố bao gồm nhiều bức ảnh được chụp bởi các nghi phạm khi còn chưa đủ tuổi vị thành niên. Một số bức ảnh cho thấy các cậu bé vẽ hình chữ vạn và các biểu tượng khác bằng máu động vật, và đưa ra lời chào của Đức Quốc xã.  Trong một bức ảnh, Suprunyuk tạo ra một bộ ria tương tự của Hitler, tương tự như bộ ria mép của Adolf Hitler. Suprunyuk sinh ngày 20 tháng 4, cùng ngày với Hitler và đề cập đến thực tế này.   Một đoạn video dài cho thấy ba con mèo trắng đang hành hạ đã được trình chiếu trước tòa. Nó diễn ra trong nhà để xe của họ. Các nghi phạm đã đeo một cây thánh giá từ những tấm gỗ và đóng đinh con mèo con vào nó, sau đó bắn vào nó bằng khẩu súng cao su, đặt bọt và keo trong miệng để nhét tiếng ồn của mèo con.
Khi các cậu bé 17 tuổi, Suprunyuk đã đánh một cậu bé địa phương và lấy trộm chiếc xe đạp của cậu, sau đó cậu đã bán cho Sayenko. Cả hai đều bị bắt, nhưng không đi tù do tuổi tác. Sau khi học trung học, Hanzha trôi dạt giữa những công việc lặt vặt, bao gồm một đầu bếp bánh ngọt và một công nhân xây dựng. Khi bị bắt, anh ta đã thất nghiệp một thời gian. Sayenko đến một học viện luyện kim bán thời gian và làm bảo vệ. Suprunyuk vẫn chính thức thất nghiệp, nhưng kiếm sống bằng nghề lái xe Daewoo Lanos màu xanh lá cây của mình như một chiếc taxi không có giấy phép. Chiếc xe được cho là một món quà sinh nhật từ cha mẹ
Vài tháng trước khi xảy ra vụ án mạng, Suprunyuk - với sự giúp đỡ của Sayenko và Hanzha - bắt đầu đón khách và cướp chúng. Một xe Daewoo màu xanh lá cây với dấu kiểm trên xe taxi của taxi thường được mô tả là phương tiện được sử dụng trong các vụ giết người. Theo lời thú tội của nghi phạm, một số nạn nhân giết người đã được chọn làm hành khách trong xe taxi. Hanzha được cho là đã tham gia vào một nơi mà hai người đàn ông bị cướp, và sau đó từ chối tham gia vào bất kỳ cuộc tấn công nào nữa.
Truyền thông địa phương báo tin một trong số kẻ giết người có cha mẹ là người có quyền lực chính là Vladimir Suprunyuk, cha của Suprunyuk, trong cuộc phỏng vấn với Segodnya nói rằng ông đã được tuyển dụng tại Yuzhmash với tư cách là một phi công thử nghiệm, thường bay cùng Leonid Kuchma, một vị tổng thống tương lai của Ukraina. Chính quyền địa phương, bao gồm cả phó bộ trưởng nội vụ Nikolay Kupyanskiy, ban đầu đề cập đến ảnh hưởng được cho là của gia đình nghi phạm,  nhưng sau đó phủ nhận đánh giá, cho rằng cả ba nghi phạm đều xuất thân từ các gia đình nghèo. Tuy nhiên, Sayenko đã được đại diện tại tòa bởi cha mình, ông Igor Sayenko, một luật sư.

### Cáo buộc
Ba người đàn ông bị buộc tội liên quan đến 29 vụ việc riêng biệt, bao gồm 21 vụ giết người và tám vụ tấn công khác mà nạn nhân sống sót. Suprunyuk bị buộc tội với 27 vụ án, trong đó có 21 tội giết người, tám vụ cướp có vũ trang và một tội ác tàn bạo với động vật. Sayenko bị buộc tội với 25 trường hợp, trong đó có 18 vụ giết người, năm vụ cướp và một tội ác tàn bạo với động vật. Hanzha bị buộc tội với hai tội cướp có vũ trang xuất phát từ một sự kiện ngày 1 tháng 3 năm 2007 tại Dniprodzerzhynsk.
Cả ba nhanh chóng tỏ ra hối hận, mặc dù sau đó Suprunyuk đã tỏ thái độ. Phiên tòa của họ bắt đầu vào tháng 6 năm 2008. Suprunyuk không nhận tội, trong khi hai nghi phạm còn lại đã nhận tội với tất cả các cáo buộc. Viktor Chevguz, luật sư bào chữa ban đầu của Suprunyuk đã rời bỏ vụ án vì sự thật và các bằng chứng của luật sư phía bên nạn nhân. Luật sư của gia đình nạn nhân lập luận rằng những kẻ sát nhân lên kế hoạch giết người, cố ý tấn công những người yếu đuối trong thời gian phạm tội của họ có nghĩa là họ hoàn toàn nhận thức được hành động của mình.
Bằng chứng truy tố bao gồm vết máu trên quần áo của nghi phạm và video ghi lại vụ giết người. Người bào chữa phủ nhận rằng những người trong các video không phải là các nghi phạm, cho rằng phía bên điẻu tra có vấn đề với 10 cuộc bị che đậy bởi cuộc truy tố.Nhưng sau đó vụ án được xét xử bởi một hội đồng do thẩm phán Ivan Senchenko chủ trì. Công tố đã yêu cầu tù chung thân cho Sayenko và Suprunyuk, và 15 năm lao động khổ sai cho Hanzha. Ukraine không có hình phạt tử hình kể từ tháng 2 năm 2000 sau khi Tòa án Hiến pháp phán quyết hình phạt tử hình là vi hiến vào tháng 12 năm 1999.

### Động lực giết người
Các công tố đã không thiết lập một động cơ đằng sau vụ giết người. Truyền thông địa phương đưa tin những kẻ giết người đã có kế hoạch làm giàu từ những video giết người mà chúng ghi lại. Bạn gái của một nghi phạm báo cáo rằng họ dự định thực hiện bốn mươi video riêng về vụ giết người. Điều này đã được chứng thực bởi một người bạn học cũ, người tuyên bố rằng anh ta thường nghe nói Suprunyuk đã liên lạc với một "nhà điều hành trang web nước ngoài giàu có", người đã đặt hàng bốn mươi video snuff, và sẽ trả rất nhiều tiền khi họ được tạo ra. Giám đốc an ninh khu vực Ivan Stupak bác bỏ tuyên bố rằng các vụ giết người đã cam kết thực hiện các video hít trên internet, nói rằng không có bằng chứng nào về việc này. Thám tử Bogdan Vlasenko tuyên bố: "Chúng tôi nghĩ rằng họ đã làm điều đó như một sở thích, để có một bộ sưu tập ký ức khi về già. Phó bộ trưởng nội vụ Nikolay Kupyanskiy nhận xét:" Đối với những thanh niên này, giết người giống như giải trí hoặc săn bắn". Tại phiên tòa, nổi lên rằng Suprunyuk đã thu thập các tờ báo cắt về vụ án. Một số hình ảnh về tội ác đã thêm chú thích, bao gồm: "Kẻ yếu phải chết. Kẻ mạnh nhất sẽ chinh phục".

### Bào chữa cho sát nhân
Đội ngũ pháp lý bào chữa cho các nghi phạm bao gồm ba luật sư, mỗi người một nghi phạm. Cả ba luật sư ban đầu đều được chỉ định bởi tòa án, nhưng sau các phiên điều trần ban đầu, Sayenko yêu cầu được đại diện bởi cha mình, bởi vì luật sư được chỉ định của ông dường như tốt nghiệp trường luật chỉ hai tháng trước đó. Yêu cầu đã được đưa ra, điều này đã trì hoãn đáng kể quá trình tố tụng khi cha của Sayenko làm quen với các bằng chứng. Igor Sayenko trở thành nhân vật nổi bật nhất trong tòa, đưa ra nhiều cuộc phỏng vấn và đóng vai trò lãnh đạo trong quá trình tố tụng tại tòa án.
Các luật sư của Hanzha dựa trên sự biện hộ của họ dựa trên thực tế rằng anh ta không bao giờ tham gia vào vụ giết người, và chỉ liên quan đến một vụ việc bốn tháng trước khi nó bắt đầu, trong đó hai người đàn ông bị cướp ở thị trấn Dniprodzerzhynsk gần đó. Hanzha thừa nhận tội lỗi của mình, hy vọng được khoan hồng trong việc tuyên án.
Chiến lược phòng thủ của hai hung thủ là tấn công tòa án trên mặt trận rộng. Nhiều điều tra viên đã được triệu tập lên trước tòa, bao gồm cả người đứng đầu nhóm bắt giữ và điều tra viên chính trong vụ án. Quốc phòng tuyên bố tìm kiếm bất hợp pháp, lưu giữ hồ sơ không đúng cách và các vấn đề trong quá trình đặt câu hỏi. Igor Sayenko nêu câu hỏi về băng video của các cuộc tìm kiếm được thực hiện trong căn hộ của nghi phạm. Theo Sayenko, đoạn băng liên tục dừng lại và khởi động lại, cho thấy bằng chứng thu được chỉ sau khi được các nhà điều tra thu được, nhưng không bao giờ là khoảnh khắc khám phá thực sự. Nhóm pháp lý cũng phủ nhận rằng những người trong các video giết người là nghi phạm.
Trong một cuộc phỏng vấn với Komsomolskaya Pravda, Igor Sayenko tuyên bố rằng một nghi phạm thứ tư tên Danila Kozlov ban đầu bị buộc tội giết người. Tatiana Shram, em gái của nạn nhân Elena Shram, cũng tuyên bố trong một cuộc phỏng vấn rằng cô thấy tên của Kozlov được đề cập trong các tài liệu tòa án, và Kozlov đã được biết về vụ giết người, và đã ở cùng với các nghi phạm ngay trước khi em gái cô bị giết. Shram tuyên bố thêm rằng các nhà điều tra nói với cô rằng Kozlov vẫn tự do vì anh ta "không giết ai cả" và khi luật sư của cô ta cố gắng đưa ra vấn đề trước tòa, thẩm phán đã "yêu cầu anh ta ngồi xuống".
Igor Sayenko tiếp tục suy đoán về ảnh hưởng của gia đình của những "kẻ giết người thực sự", cho rằng anh ta đã thực hiện một cuộc phỏng vấn với một nạn nhân trốn thoát, người muốn giữ bí mật vì sợ cuộc sống của anh ta. Nạn nhân giấu tên này tuyên bố rằng anh ta đã xác định được các nghi phạm trong vụ tấn công của mình và hai người đàn ông khác đã được xác định và bắt giữ. Các nghi phạm được cho là đã được thả ra một giờ sau đó do áp lực từ gia đình của họ, và hai trong số các điều tra viên đã bị sa thải.  Sayenko tuyên bố trước tòa rằng bốn ngày trước khi ba nghi phạm bị bắt, cảnh sát đã bắt được hai người đàn ông và một người phụ nữ thực hiện một trong những vụ giết người. Các nghi phạm đã tấn công các sĩ quan cảnh sát nhưng đã bị bắt và được đặt dưới tên của Sayenko và Suprunyuk, nhưng họ không phải là những người đàn ông hiện đang bị xét xử. "Nhưng bây giờ những chi tiết này đang được che đậy", Sayenko nói trước tòa. "Các nhà điều tra tuyên bố rằng điều này đã không xảy ra. Nhưng có những người, sĩ quan ở Militsiya, vào ngày 19 tháng 7 năm 2007 đã nhận được báo cáo rằng ba người đó đã bị bắt. [Than] Nhưng, than ôi, hóa ra những người bị bắt có quyền lực Vì vậy, thông tin nhanh chóng bị đàn áp, và thay vào đó, con trai tôi và hai người bạn của nó đã bị chặn đường sắt. Tôi cũng tin rằng cô gái bị bắt vào ngày đó đã rời khỏi đất nước và hiện đang ở Đức. "
Đội quốc phòng cũng tuyên bố việc truy tố đã rút khỏi thông tin tòa án miễn tội cho khách hàng của họ. Igor Sayenko tuyên bố cảnh sát đã phỏng vấn các nhân chứng và thu hồi bằng chứng từ hai vụ giết người khác. Các nghi phạm có bằng chứng ngoại phạm cường tráng về thời gian của những vụ giết người này, và vì vậy tất cả thông tin về những tội ác này đã bị xóa khỏi vụ án.
Luật sư của Sayenko tuyên bố rằng ông có "sự phụ thuộc tâm lý" vào Suprunyuk, người mà họ gọi là '' đại ca". Họ cho rằng Suprunyuk liên tục đe dọa Sayenko và Sayenko lo sợ cho mạng sống của mình. Sayenko làm chứng trước tòa rằng anh ta liên tục sợ Suprunyuk từ năm lớp 7.
Chiến lược của luật sư đã nhận được một số hỗ trợ từ gia đình nạn nhân, những người được cho là không hài lòng với quy trình pháp lý chậm chạp và bị các nhà điều tra cáo buộc che đậy. Người thân của một số nạn nhân nói với truyền thông rằng họ dự định bắt đầu một tổ chức độc lập để theo dõi quá trình tố tụng của tòa án.  Chính quyền ở Ukraine phủ nhận mạnh mẽ rằng một người thứ tư có liên quan đến vụ giết người vẫn có thể ở mức độ lớn, và nói rằng những tin đồn về tội ác tương tự diễn ra kể từ khi bắt giữ ba nghi phạm là không có cơ sở.

### Video về hình ảnh giết người
Điện thoại di động và máy tính cá nhân của nghi phạm chứa nhiều bản ghi video về vụ giết người. Một video đã bị rò rỉ trên Internet, cho thấy vụ sát hại Sergei Yatzenko 48 tuổi. Anh ta được nhìn thấy nằm ngửa trong một khu rừng, và bị đánh liên tiếp vào mặt với một cây búa được giữ trong một túi nhựa. Một kẻ tấn công đâm Yatzenko vào mắt và bụng bằng tuốc nơ vít. Yatzenko sau đó bị đánh bằng búa để đảm bảo anh ta đã chết. Cuộc tấn công kéo dài hơn bốn phút, trong đó nạn nhân mất ngủ và bất tỉnh. Một kẻ giết người được nhìn thấy đang mỉm cười với camera trong video. Những kẻ giết người đi bộ trở lại xe của họ, cho thấy rằng tội ác đã diễn ra gần bên đường, bên cạnh chiếc xe đang đỗ của họ. Họ thảo luận về vụ giết người một cách bình tĩnh, bày tỏ sự ngạc nhiên nhẹ rằng nạn nhân vẫn còn thở sau khi một chiếc tuốc nơ vít được cắm vào não bộc lộ của anh ta. Các nghi phạm sau đó rửa tay và búa bằng chai nước, và bắt đầu cười. Chỉ có hai nghi phạm dường như có mặt trong video, với một người luôn đứng sau camera.
Các nghi phạm cũng được tìm thấy khi sở hữu nhiều bức ảnh cho thấy họ tham dự đám tang của các nạn nhân. Họ có thể được nhìn thấy mỉm cười và " lật " quan tài và bia mộ. Bằng chứng tàn ác với động vật cũng được đưa ra trước tòa, với các nghi phạm tạo dáng bên cạnh xác chết động vật bị cắt xén.
Bằng chứng hình ảnh và video đã được đưa ra trước tòa vào ngày 29 tháng 10 năm 2008, như là một phần của bài thuyết trình lớn hơn với hơn 300 bức ảnh và hai video.  Người bào chữa phản đối bài thuyết trình, cho rằng bằng chứng thu được bất hợp pháp, và các đối tượng thể hiện trong video và các bức ảnh đã được thay đổi kỹ thuật số để giống với nghi phạm.  Khi Sayenko và Suprunyuk được hỏi liệu họ có nhận ra người trong ảnh không, họ trả lời rằng họ không biết. Thẩm phán Ivan Senchenko trả lời bằng cách tuyên bố: "Bạn không bị mù".  Valery Voronyuk, một chuyên gia về chỉnh sửa phim và video, đã làm chứng rằng video không bị làm giả hoặc thay đổi.  Tòa án bác bỏ mọi phản đối bào chữa, chấp nhận lập luận của công tố rằng tài liệu này là có thật và cho thấy các nghi phạm trong hành vi giết hại nạn nhân của họ.

### Nạn nhân trong video
Người đàn ông có vụ giết người được ghi lại trong đoạn video bị rò rỉ được xác định là Sergei Yatzenko đến từ làng Taroms'ke [ uk; ru ]. Vụ giết người của anh ta diễn ra vào ngày 12 tháng 7 năm 2007 và thi thể của anh ta được tìm thấy vào ngày 16 tháng 7.  Yatzenko đã 48 tuổi. Gần đây anh đã bị buộc phải nghỉ hưu do một khối u ung thư cổ họng. Việc điều trị khiến anh không thể nói được một thời gian, nhưng Yatzenko không hài lòng vì không thể làm việc và tiếp tục tìm công việc lặt vặt quanh làng. Anh đảm nhận công việc xây dựng nhỏ, sửa chữa ô tô, đan giỏ và nấu ăn cho gia đình. Anh ta bắt đầu lấy lại giọng nói vào thời điểm anh ta bị sát hại. Yatzenko đã kết hôn và có hai con trai và một cháu. Anh cũng chăm sóc người mẹ tàn tật của mình.
Vào khoảng 14:30 ngày xảy ra án mạng, anh ta gọi điện cho vợ nói rằng anh ta sẽ đổ đầy xe máy và thăm cháu. Anh ấy không bao giờ đến nhà cháu trai của mình và điện thoại di động của anh ấy đã tắt vào lúc 18:00. Vợ anh Lyudmila gọi cho một người bạn và đi dạo quanh làng, sợ rằng chồng có thể bị ốm hoặc bị tai nạn xe máy. Họ không thể xác định bất kỳ dấu hiệu nào của anh ta. Họ cũng không thể nộp báo cáo của một người mất tích, vì ở Ukraine, một người không thể bị tuyên bố mất tích cho đến ít nhất 72 giờ sau khi được nhìn thấy lần cuối. Ngày hôm sau, Lyudmila đăng những bức ảnh của chồng quanh làng và tranh thủ thêm sự giúp đỡ của địa phương để tìm kiếm khu vực xung quanh. Bốn ngày sau, một người dân địa phương nhìn thấy một trong những tấm áp phích của Lyudmila nhớ rằng đã nhìn thấy một chiếc xe đạp bị bỏ rơi ở một khu rừng xa xôi bởi một bãi rác. Anh ta đưa người thân của Yatzenko đến hiện trường, nơi họ phát hiện ra cơ thể bị cắt xén và phân hủy của anh ta.
Việc công chúng giết người của Yatzenko bị bắt trên video vẫn chưa được công chúng biết đến phiên tòa ngày 29 tháng 10 năm 2008. Đoạn video chưa được chỉnh sửa về vụ giết người được trình bày như một phần trong bài thuyết trình lớn của công tố, gây sốc trong phòng trưng bày. Tòa án đã đồng ý với việc truy tố rằng video này là thật, rằng nó cho thấy Suprunyuk tấn công nạn nhân, và Sayenko là người đứng sau camera.
Đoạn video cho thấy vụ giết Sergei Yatzenko đã bị rò rỉ đến một trang web gây sốc có trụ sở tại Hoa Kỳ và ngày 4 tháng 12 năm 2008. Ông Nikolina Levchenko, cố vấn của Bộ trưởng Nội vụ Ukraine, đã chỉ trích vụ rò rỉ, nhưng thừa nhận rằng việc kiểm soát các video trên Internet là "hầu như không thể". Caitlin Moran của The Times đã xem một phần của video và nhớ lại phản ứng của cô trong chuyên mục của mình vào tháng 1 năm 2009.

### Kết án
Vào ngày 11 tháng 2 năm 2009, tòa án ở thành phố Dnepropetrovsk xác nhận Sayenko và Suprunyuk phạm tội giết người đã định trước và kết án cả hai tù chung thân.  Suprunyuk bị kết tội 21 vụ giết người, Sayenko là 18.  Họ cũng nhận bản án mười lăm năm sau khi bị kết tội về tội cướp.Hanzha, người không liên quan đến vụ giết người, bị kết tội cướp tài sản và bị kết án 9 năm tù.   Sayenko và Suprunyuk cũng bị kết tội về tội tàn ác động vật. Hanzha nói về Sayenko và Suprunyuk: "Nếu tôi biết sự tàn bạo mà họ có khả năng làm tôi sẽ không đến với họng súng của tội ác." Thẩm phán tuyên bố trong bản án rằng động cơ chính của các tội ác là mong muốn "tự khẳng định bệnh hoạn".  Đề cập đến bị cáo, tòa án lưu ý "sự nghèo nàn trong thế giới tình cảm của họ và sự thiếu quan tâm của họ đối với con người và các tiêu chuẩn đạo đức".
Phán quyết của tòa án dài vài trăm trang và đọc trong hai ngày. Các luật sư của Sayenko và Suprunyuk tuyên bố ý định kháng cáo, nói rằng tính xác thực của các bằng chứng ảnh và video không được thiết lập ngoài sự nghi ngờ hợp lý. Khiếu nại đã bị bác bỏ bởi Edmund Saakian, luật sư của một trong những gia đình nạn nhân, người đã bình luận: "Về lý thuyết, một bức ảnh có thể bị làm giả, nhưng để làm giả một video dài bốn mươi phút sẽ cần một studio và cả năm." Larissa Dovgal, một đại diện của gia đình nạn nhân, tuyên bố các thủ phạm khác liên quan đến các tội ác vẫn có thể ở mức độ lớn.
Cha mẹ của Sayenko và Suprunyuk lặp lại niềm tin vào sự ngây thơ của con trai họ. Vladimir Suprunyuk tuyên bố rằng Igor đã bị tra tấn để trích xuất lời thú tội của mình, với cảnh sát che đầu và buộc anh ta phải hít khói thuốc lá. Phát biểu tại một cuộc họp báo trên truyền hình, ông đã trích dẫn những bất thường trong cuộc điều tra, và nói rằng vụ kiện chống lại con trai ông là sai.  Sayenko tuyên bố rằng con trai ông là một hung thần, và tội ác tiếp tay là do thân nhân của các quan chức cấp cao gây ra.  Cha mẹ có kế hoạch kháng cáo lên Tòa án Tối cao Ukraine và Tòa án Nhân quyền Châu Âu.  Cha mẹ của Sayenko và Suprunyuk cũng lập luận rằng bản án dành cho Hanzha là quá khoan dung.  Một cuộc thăm dò ý kiến được thực hiện tại Dnepropetrovsk cho thấy 50,3% người dân cho rằng bản án này là công bằng và 48,6% tin rằng bản án đáng lẽ phải nghiêm trọng hơn.  Vào tháng 4 năm 2011, một cuộc thăm dò cho thấy gần 60% người dân Ukraine muốn án tử hình có sẵn cho các vụ giết người hàng loạt trong đó lỗi tư pháp đã được loại trừ.

### Kháng cáo
Vào ngày 18 tháng 8 năm 2009, Tòa án Tối cao Ukraine đã chuyển vụ việc trở lại tòa phúc thẩm khu vực Dnepropetrovsk. Động thái này được hoan nghênh bởi Igor Sayenko, người tuyên bố rằng đó là một bước để xóa tên của con trai ông.  Phát biểu tại một cuộc họp báo, Igor Sayenko và Vladimir Suprunyuk lặp lại niềm tin của họ rằng vụ việc dựa trên bằng chứng bịa đặt. Người phát ngôn của văn phòng công tố viên nói rằng quyết định đưa vụ việc trở lại tòa phúc thẩm là thủ tục và họ tin tưởng rằng bản án sẽ được giữ nguyên. Kháng cáo được lên kế hoạch vào ngày 5 tháng 10 năm 2009. Trong một cuộc phỏng vấn với tờ Novi Most, các bà mẹ của Sayenko và Suprunyuk nói rằng con cái họ đang được đối xử tốt trong tù. Nó cũng được báo cáo rằng Igor Sayenko đang xem xét việc thiết lập một trang web về vụ án.Vào ngày 24 tháng 11 năm 2009, Tòa án Tối cao Ukraine đã giữ nguyên bản án chung thân đối với Sayenko và Suprunyuk vào tháng 2 năm 2009. Hanzha không kháng cáo bản án 9 năm của mình.

## Phương tiện truyền thông

### Phim tài liệu Chile
Suprunyuk đợi ở ven đường trước vụ giết Sergei Yatzenko vào ngày 12 tháng 7 năm 2007. Chiếc túi nhựa màu vàng che giấu cây búa được sử dụng trong vụ tấn công. Một phiên bản dài hơn của video giết người Yatzenko đã được lấy từ loạt phim tài liệu truyền hình Chile 'Aquí en Vivo'.
Vào ngày 2 tháng 8 năm 2010, kênh truyền hình Chile MEGA đã phát một bộ phim tài liệu về vụ án. Nó có tựa đề 'Los maníacos del martillo' (The Hammer Maniacs) và chạy trong 1 giờ 25 phút như một phần của loạt điều tra 'Aquí en Vivo' (Here, Live). Nhà báo Michele Canale đã bay tới thành phố Dnepropetrovsk và phỏng vấn một loạt người liên quan đến vụ án.
Cha mẹ của Sayenko và Suprunyuk duy trì sự hồn nhiên của con cái họ, trong khi các thám tử liên quan đến vụ án đưa ra hồi ức của họ, và lặp lại việc thiếu xác nhận cho lý thuyết rằng các video giết người đã được quay thành phim hít để bán ở nước ngoài. Lidia Mikrenischeva, một phụ nữ lớn tuổi sống sót sau vụ tấn công bằng búa và giúp xác định danh tính những kẻ giết người trước tòa, cũng được phỏng vấn. Cô nhớ lại việc bị đánh vào đầu từ phía sau và rơi xuống đất, nhưng mạng sống của cô đã được cứu khi những con chó đi cùng cô sủa ầm ĩ và khiến những kẻ tấn công sợ hãi. Natalia Ilchenko, mẹ của nạn nhân đầu tiên được biết đến là Nikolina Ilchenko, nhớ lại việc tìm thấy con gái mình không thể nhận ra sau vụ tấn công bằng búa, và nhận xét rằng những kẻ giết người không nên được so sánh với động vật vì chúng giết để giải trí.
Bộ phim tài liệu đáng chú ý là cho thấy một loạt các hình ảnh và tài liệu video chưa từng thấy trước đây từ vụ án. Từ một nguồn nặc danh, các nhà sản xuất đã thu được một phiên bản video điện thoại di động dài hơn và chưa được chỉnh sửa cho thấy vụ giết Sergei Yatzenko vào ngày 12 tháng 7 năm 2007 nạn nhân đến và thảo luận về những gì họ sẽ làm. Tại một thời điểm, Suprunyuk được nhìn thấy qua ống nhòm cho bất kỳ phương tiện tiếp cận nào. Anh ta cũng có thể được nhìn thấy đang tạo dáng với một cây búa, mà anh ta giấu trong một chiếc túi nhựa màu vàng. Sau 20 phút, Sergei Yatzenko đến trên một chiếc xe đạp, và bị đánh ngã xuống đất trước khi cuộc tấn công trong khu rừng bên cạnh con đường bắt đầu. Con của Yatzenko được yêu cầu tham gia phim tài liệu, nhưng đã từ chối. Theo bình luận, ít nhất năm video giết người khác được biết là tồn tại. Video Yatzenko được chiếu cho đạo diễn phim kinh dị người Chile, ông Jorge Olguín, người đã rất băn khoăn đến mức không thể xem hết. Bộ phim tài liệu cũng cho thấy những trích đoạn ngắn từ đoạn video dài năm phút về vụ giết một nạn nhân khác của những kẻ điên, một người đàn ông không rõ danh tính. Tại một thời điểm trong video, những kẻ giết người nhận xét rằng người đàn ông có chiếc răng vàng. Người đàn ông bị giết bằng những cú đánh vào đầu và một con dao, với một số đồ đạc cá nhân của anh ta được coi là chiến lợi phẩm.
Bộ phim tài liệu cũng cho thấy một đoạn video ghi lại lời thú tội của Sayenko, trong đó anh ta thừa nhận rằng vụ cướp là một động lực cho một số vụ giết người. Một đoạn video của Hanzha cũng được chiếu, với khuôn mặt bầm tím sau khi bị cảnh sát đánh đập. Michele Canale đã cố gắng để có được một cuộc phỏng vấn với những kẻ giết người trong tù, nhưng đã bị chính quyền Ukraine từ chối. Một loạt các động cơ cho vụ giết người đã được kiểm tra, và kết luận rằng mặc dù bản án của tòa án, vẫn có những câu hỏi chưa được trả lời về vụ án.

## Tội ác lây nhiễm ở Irkutsk
Vào ngày 5 tháng 4 năm 2011, hai thanh niên người Nga, Artyom Anoufriev (sinh năm 1992) và Nikita Lytkin, được gọi là người cuồng của Học viện (tiếng Nga) với sáu vụ giết người và tấn công cư dân ở Akademgorodok ở Irkutsk. Các vụ tấn công, liên quan đến một vồ và dao, bắt đầu vào tháng 12 năm 2010. Cả hai đã bị bắt giữ sau khi quay video cho thấy một cơ thể phụ nữ bị cắt bằng dao được tìm thấy trên máy ảnh của chú của Lytkin, người đã trở nên nghi ngờ. Theo báo cáo phương tiện truyền thông,những người trẻ tuổi bị ảnh hưởng bằng cách đọc về những kẻ điên cuồng của người hâm mộ trên mạng. Một cuộc kiểm tra tâm thần tìm thấy họ lành mạnh, và họ nói với các bác sĩ rằng họ chọn những người yếu đuối làm nạn nhân của họ. Vào ngày 2 tháng 4 năm 2013, Anoufriev bị kết án tù chung thân và Lytkin 24 năm tù.